# Мелничка епархија
Мелничка епархија (грч. Μητρόπολη Μελενίκου) је историјска православна епархија са седиштем у граду Мелнику у јужном делу Пиринске Македоније (данашња Бугарска). Припадала је Цариградској патријаршији све до средине 14. века, када су град Мелник одвојили Срби. Након проглашења Српске патријаршије (1346), Мелничка епархија је укључена у њен састав, што је учињено и са осталим епархијама у освојеним областима. То је потом довело до сукоба са Цариградом и избијања српско-грчког црквеног спора (1346-1375). За време владавине цара Уроша (1355-1371), мелничком облашћу је завладао деспот Угљеша (1365-1371), а потом браћа Драгаши. У време пропасти српске и успостављања турске власти у Мелнику крајем 14. века, Мелничка епархија је враћена у састав Цариградске патријршије. 
Након успостављања нових граница (1912-1920), територија Мелничке епархије подељена је између Бугарске и Грчке, с тим што је бугарски део прикључен суседним епархијама Бугарске православне цркве, док је грчки део преуређен 1922. године, када је створена данашња Сидерокастронска епархија (грч. Μητρόπολη Σιδηροκάστρου) у саставу Цариградске патријаршије.